# Robert Conquest
George Robert Ackworth Conquest, född 15 juli 1917 i Great Malvern, Worcestershire, död 3 augusti 2015 i Stanford, Kalifornien, var en brittisk historiker, poet och författare.
Conquest blev en av de mest kända författarna som behandlar Sovjetunionen i och med att han år 1968 publicerade en analys av Stalins utrensningar under 1930-talet i boken Den stora terrorn (The Great Terror).
Conquest har också fäst uppmärksamhet på Holodomor, den organiserade svältkatastrofen i 1930-talets Ukraina. Vissa forskare har pekat ut hans siffror och skildringar av Sovjetunionen som överdrivna. I Den stora terrorn anges dock många tillförlitliga källor, även om antalet offer anges svepande. Det antal offer som Conquest anger, cirka 12 miljoner sammanlagt, är idag i huvudsak accepterat bland seriösa forskare.
Han har också skrivit en monografi över mordet på Sergej Kirov, vilket utlöste Moskvaprocesserna. Han uppges ha myntat begreppet hesperofobi, som syftar på fruktan för, eller hat mot, västvärlden (av grekiska ‘έσπερος (hesperos), "västern", och φόβος (phobos), "fruktan").
Conquest var själv medlem av kommunistpartiet i England från sin återkomst till Oxford 1937, men blev desillusionerad och tappade tron på kommunismen under slutet av andra världskriget då han bevittnade det kommunistiska maktövertagandet i Bulgarien.[källa behövs] I Bulgarien träffade han också Tatiana Mihailova, som kom att bli hans andra fru.
Conquest var anställd av Information Research Department, den del av den brittiska underrättelsetjänsten som hade till uppgift att framställa demokratisk och antikommunistisk propaganda.

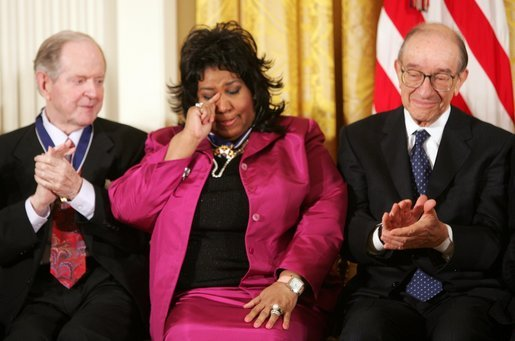
Robert Conquest (till vänster) när han tilldelades Frihetsmedaljen, bredvid de samtidiga medaljörerna Aretha Franklin (i mitten) och Alan Greenspan (till höger).